# パーフェクトパワー
パーフェクトパワーは、アイルランドで生産され、イギリスで調教されていた競走馬である。
主な勝ち鞍は2021年モルニ賞、ミドルパークステークス、2022年コモンウェルスカップ。

## 戦績
2021年5月25日ニューカッスル競馬場の一般戦（AW5ハロン）でデビューし3着。2戦目で勝ち上がると、重賞初挑戦となったノーフォークステークス（G2）では道中後方追走から最後の直線で脚を伸ばし最後は内ラチ沿いで先頭に立っていたゴーベアーズゴーをアタマ差で差し切り、重賞初制覇を果たす。7月29日のリッチモンドステークス（G2）ではアシンメトリックの5着と敗退するも、8月22日のモルニ賞では最後方追走から追い込んでくると、最後はトライデントに1馬身1/4差をつけG1初勝利を収めた。続く9月25日のミドルパークステークスでは後方2番手追走から鋭く脚を伸ばして差し切り勝ちを収め、G1レース2連勝となった。
3歳初戦となった4月16日のG3グリーナムステークスでは道中3番手追走から鮮やかに抜け出すと最後はルセイルの追い上げを1馬身半差で退け快勝した。しかし、初のマイル戦となった4月30日の2000ギニーではコロエバスの7着と惜敗する。距離を短縮して挑んだ6月17日のコモンウェルスカップでは馬場の内側から抜け出し先頭に立つと最後はフレーミングリブに1馬身1/4差つけ勝利、G1競走3勝目を飾った。
その後、古馬との初対戦となったジュライカップでは1番人気に推されるも7着。その後、モーリス・ド・ゲスト賞とブリティッシュ・チャンピオンズ・スプリントステークスでも7着に終わり現役を引退した。引退後はダルハムホールスタッドで種牡馬入りする。

## 血統表
| パーフェクトパワーの血統 | パーフェクトパワーの血統          | パーフェクトパワーの血統          | （血統表の出典）                  | （血統表の出典）       |
| 父系                     | デインヒル系                      | デインヒル系                      | デインヒル系                      |                        |
| 父 Ardad 2014 鹿毛       | 父の父Kodiac 2001 鹿毛            | *デインヒル                       | Danzig                            | Danzig                 |
| 父 Ardad 2014 鹿毛       | 父の父Kodiac 2001 鹿毛            | *デインヒル                       | Razyana                           |                        |
| 父 Ardad 2014 鹿毛       | 父の父Kodiac 2001 鹿毛            | Rafha                             | Kris                              | Kris                   |
| 父 Ardad 2014 鹿毛       | 父の父Kodiac 2001 鹿毛            | Rafha                             | Eljazzi                           |                        |
| 父 Ardad 2014 鹿毛       | 父の母Good Clodora 2009 鹿毛      | Red Clubs                         | Red Ransom                        | Red Ransom             |
| 父 Ardad 2014 鹿毛       | 父の母Good Clodora 2009 鹿毛      | Red Clubs                         | Two Clubs                         |                        |
| 父 Ardad 2014 鹿毛       | 父の母Good Clodora 2009 鹿毛      | Geht Schnell                      | Fairy King                        | Fairy King             |
| 父 Ardad 2014 鹿毛       | 父の母Good Clodora 2009 鹿毛      | Geht Schnell                      | Anita'a Princess                  |                        |
| 母 Sagely 2013 鹿毛      | 母の父Frozen Power 2007 鹿毛      | Oasis Dream                       | Green Desert                      | Green Desert           |
| 母 Sagely 2013 鹿毛      | 母の父Frozen Power 2007 鹿毛      | Oasis Dream                       | Hope                              |                        |
| 母 Sagely 2013 鹿毛      | 母の父Frozen Power 2007 鹿毛      | Musical Treat                     | *ロイヤルアカデミー II            | *ロイヤルアカデミー II |
| 母 Sagely 2013 鹿毛      | 母の父Frozen Power 2007 鹿毛      | Musical Treat                     | Mountain Ash                      |                        |
| 母 Sagely 2013 鹿毛      | 母の母Saga Celebre 2004 鹿毛      | *パントレセレブル                 | Nureyev                           | Nureyev                |
| 母 Sagely 2013 鹿毛      | 母の母Saga Celebre 2004 鹿毛      | *パントレセレブル                 | Peinture Bleue                    |                        |
| 母 Sagely 2013 鹿毛      | 母の母Saga Celebre 2004 鹿毛      | Saga d'Ouilly                     | Linamix                           | Linamix                |
| 母 Sagely 2013 鹿毛      | 母の母Saga Celebre 2004 鹿毛      | Saga d'Ouilly                     | Saganeca                          |                        |
| 母系(F-No.)              | (FN:11-d)                         | (FN:11-d)                         | (FN:11-d)                         | [ § 2 ]                |
| 5代内の近親交配          | Danzig 4×5、Northern Dancer 5･5×5 | Danzig 4×5、Northern Dancer 5･5×5 | Danzig 4×5、Northern Dancer 5･5×5 | [ § 3 ]                |
| 出典                     | 1. 2. 3.                          | 1. 2. 3.                          | 1. 2. 3.                          | 1. 2. 3.               |